# Johnny Mandel
John Alfred (Johnny) Mandel (New York, 23 november 1925 – Ojai, 29 juni 2020) was een Amerikaans filmcomponist en arrangeur. 
Hij maakte de soundtrack voor films als The Sandpiper (1965), M*A*S*H (1970), The Last Detail (1973) en The Verdict (1982) en werkte mee aan de muziek van bekende artiesten als Frank Sinatra, Count Basie, Peggy Lee en Barbra Streisand.

## Biografie
Johnny Mandel werd in 1925 geboren in New York als de zoon van Hannah en Alfred Mandel. Zijn vader was een kledingfabrikant en zijn moeder was een operazangeres. Zijn moeder ontdekte dat hij op vijfjarige leeftijd een absoluut gehoor had. Hij kreeg in zijn jeugd pianolessen, maar schakelde uiteindelijk over op trompet en trombone.
Mandel trouwde in 1959 met Lois Lee en in 1972 met Martha Blanner. In 1976 werd zijn dochter Marissa geboren. Zijn neef was filmcomponist Miles Goodman, met wie hij samenwerkte aan de soundtrack van Lookin' to Get Out (1982).

## Carrière
Hij studeerde aan de Manhattan School of Music en Juilliard. Nadien ging hij in de muziekindustrie aan de slag. Als trompettist werkte hij in de jaren 1940 samen met Joe Venuti en Billy Rogers. Daarnaast maakte hij als trombonist deel uit van de bands van onder meer Jimmy Dorsey, Buddy Rich en Chubby Jackson. In 1949 maakte hij ook deel uit van Bob Coopers begeleidingsorkest voor zangeres June Christy. In de jaren 1950 speelde en schreef Mandel jazzmuziek voor artiesten als Elliot Lawrence, Count Basie, Zoot Sims en Chet Baker.
Vanaf eind jaren 1950 begon hij ook met het componeren van filmmuziek. Zijn eerste soundtrack schreef hij voor de film noir I Want to Live! (1957). In 1966 won hij samen met tekstdichter Paul Francis Webster een Oscar en een Grammy voor het nummer "The Shadow of Your Smile" van Vincente Minnelli's dramafilm The Sandpiper (1965). Een jaar later werden de twee voor de film An American Dream (1966) opnieuw genomineerd voor een Oscar.
In 1970 werd Mandel bekend met het themanummer "Suicide Is Painless" van Robert Altmans oorlogskomedie M*A*S*H (1970). Mandel schreef de muziek, terwijl de tekst bedacht werd door Altmans veertienjarige zoon Mike. Mandels compositie werd nadien ook gebruikt als begingeneriek voor de televisieserie M*A*S*H (1972–1983). 
Als arrangeur werkte hij ook samen met bekende artiesten als Hoagy Carmichael, Peggy Lee en Shirley Horn. Zo werkte hij mee aan de albums Ring-a-Ding-Ding! (1961) van Frank Sinatra, The Dude (1981) van Quincy Jones en Love Is the Answer (2009) van Barbra Streisand.
Hij overleed op 94-jarige leeftijd

## Prijzen
Grammy Awards
- Nummer van het jaar – "The Shadow of Your Smile" van de film The Sandpiper (1965)
- Beste filmmuziek – The Sandpiper (1965)
- Beste arrangement voor een instrumentale opname – "Velas" (van het album The Dude) (1981)
- Beste arrangement ter begeleiding van zang – "Unforgettable" (van het album Unforgettable... with Love) (1991)
- Beste arrangement ter begeleiding van zang – "Here's to Life" (van het album Here's to Life) (1992)

Academy Awards
- Beste originele nummer – "The Shadow of Your Smile" van de film The Sandpiper (1965)

## Filmografie
- I Want to Live! (1958)
- The 3rd Voice (1960)
- The Lawbreakers (1961)
- Drums of Africa (1963)
- The Americanization of Emily (1964)
- The Sandpiper (1965)
- Harper (1966)
- The Russians Are Coming! The Russians Are Coming! (1966)
- An American Dream (1966)
- Point Blank (1967)
- Pretty Poison (1968)
- Heaven with a Gun (1969)
- That Cold Day in the Park (1969)
- Some Kind of a Nut (1969)
- M*A*S*H (1970)
- The Man Who Had Power Over Women (1970)
- Journey Through Rosebud (1972)
- Molly and Lawless John (1972)
- Summer Wishes, Winter Dreams (1973)
- The Last Detail (1973)
- W (1974)
- Escape to Witch Mountain (1975)
- The Sailor Who Fell from Grace with the Sea (1976)
- Freaky Friday (1976)
- Agatha (1979)
- Being There (1979)
- The Baltimore Bullet (1980)
- Caddyshack (1980)
- Deathtrap (1982)
- Lookin' to Get Out (1982)
- The Verdict (1982)
- Brenda Starr (1989)